# High School Debut
High School Debut (高校デビュー?, Kōkō debyū) è un manga shōjo giapponese di Kazune Kawahara pubblicato in patria su Bessatsu Margaret della Shūeisha. In Giappone i capitoli sono stati raccolti in 13 volumi tankōbon più due speciali; in Italia l'opera, edita dalla Star Comics è stata raccolta in 13 volumi. Ne è stato inoltre tratto un film live action uscito nel 2011 con Junpei Mizobata che interpreta la parte di Yo.

## Trama
Haruna Nagashima ha appena iniziato il primo anno di liceo, poiché fino a quel momento si era dedicata solamente al softball (gioco in cui è bravissima), ora, invece, è decisa a trovarsi un ragazzo; dapprima cerca di applicare i consigli di riviste e di numerosi shōjo manga, poi però collezionando una serie di fiaschi, capisce che ha bisogno dell'aiuto di un ragazzo del secondo anno, Yo Komiyama che è molto bravo nel dare consigli sul look. Il ragazzo, anche se all'inizio è riluttante, accetta di diventare il suo "allenatore".

## Personaggi
Haruna Nagashima (長嶋 晴菜?, Nagashima Haruna)
È la protagonista della storia. Fino dalle medie pensava solo al softball e leggeva gli shōjo manga, sognando storie d'amore, ora che è al liceo vuole assolutamente trovarsi un ragazzo; Yo, di cui poi lei finirà per innamorarsi, l'aiuta a farla piacere ai ragazzi.
Yo Komiyama (小宮山 ヨウ?, Komiyama Yō)
È "l'allenatore" di Haruna: le dà consigli su come vestirsi e comportarsi al meglio per riuscire ad avere successo coi ragazzi. Ha un anno più di lei ed è molto popolare tra le compagne, anche se lui non ne vuole sapere di loro per via di un incidente capitatogli nel passato: cambierà idea dopo aver conosciuto Haruna.
Asami Komiyama (小宮山 麻美?, Komiyama Asami)
Sorella di Yo, anche lei è molto popolare; in seguito si metterà con Fumiya per gioco, ma poi scoprirà di essersene veramente innamorata.
Fumiya Tamura (田村 史也?, Tamura Fumiya)
Noto anche come "Fumi", è amico di Yo, gentile, imbranato e pasticcione ma diventa una bestia se qualcuno tocca la sua ragazza, Asami. Conosce molto bene lo Judo.
Yui Asaoka (朝丘?)
Un altro amico di Yo, sempre sorridente e capisce tutto al volo. Aiuterà l'amico a capire quanto ci tenga a Haruna. Lavora a tempo parziale in un ristorante; nasconde i suoi veri sentimenti dietro un'apparenza costantemente scherzosa.
Mami Takahashi (高橋 真巳?, Takahashi Mami)
Miglior amica di Haruna fin dalle scuole medie, è sempre pronta ad aiutarla e a darle consigli. Lavora in un negozio di noleggio video per raggranellar qualche soldo extra ed è stata a suo tempo capitano della squadra di softball in cui giocava anche Haruna

## Media

### Manga
High School Debut è pubblicato in Giappone dalla Shūeisha nel Bessatsu Margaret sin dal 2003, ed al dicembre 2007 la serie è stata raccolta in 13 tankōbon.
| Nº | Titolo italiano | Data di prima pubblicazione             | Data di prima pubblicazione |
| Nº | Titolo italiano | Giapponese                              | Italiano                    |
| 1  | Volume 1        | 25 marzo 2004 ISBN 978-4-08-847728-2    | 27 luglio 2006              |
| 2  | Volume 2        | 23 luglio 2004 ISBN 978-4-08-847765-7   | 25 settembre 2006           |
| 3  | Volume 3        | 25 marzo 2005 ISBN 978-4-08-847837-1    | 23 novembre 2006            |
| 4  | Volume 4        | 25 maggio 2005 ISBN 978-4-08-847858-6   | 26 gennaio 2007             |
| 5  | Volume 5        | 25 gennaio 2006 ISBN 978-4-08-846025-3  | 26 marzo 2007               |
| 6  | Volume 6        | 25 aprile 2006 ISBN 978-4-08-846051-2   | 24 maggio 2007              |
| 7  | Volume 7        | 24 novembre 2006 ISBN 978-4-08-846118-2 | 24 luglio 2007              |
| 8  | Volume 8        | 23 marzo 2007 ISBN 978-4-08-846156-4    | 26 novembre 2007            |
| 9  | Volume 9        | 25 luglio 2007 ISBN 978-4-08-846195-3   | 27 maggio 2008              |
| 10 | Volume 10       | 25 dicembre 2007 ISBN 978-4-08-846249-3 | 25 settembre 2008           |
| 11 | Volume 11       | 25 aprile 2008 ISBN 978-4-08-846287-5   | 26 novembre 2008            |
| 12 | Volume 12       | 25 agosto 2008 ISBN 978-4-08-846325-4   | 21 ottobre 2009             |
| 13 | Volume 13       | 25 dicembre 2008 ISBN 978-4-08-846367-4 | 23 dicembre 2009            |

### Drama CD
La serie è anche stata adattata in un drama CD pubblicato il 10 giugno 2006.

### Live action
- Junpei Mizobata - You
- Ito Ono - Haruna
- Masaki Suda - Fumija
- Rina Aizawa - Asami
- Yūki Furukawa - Yui
- Sae Miyazawa - Mami
- Rei Okamoto - Makoto
- Yuka Masuda - Reona
- Elaiza Ikeda - Takemoto
- Muga Tsukaji - Tsukaxile
- Yōichi Nukumizu - sensei
- Mika Akizuki
- Mitsumi Hiromura